# 萊姆斯通鎮區 (北卡羅萊納州班康縣)
萊姆斯通鎮區（英語：Limestone Township）是位於美國北卡羅萊納州班康縣的一個鎮區。

## 地方資料
萊姆斯通鎮區的面積為72.00平方千米，皆為陸地。根據2020年美國人口普查的數據，當地共有人口16249人，而人口密度為每平方千米225.68人。